# Antineutrino
Een antineutrino is het antideeltje van een neutrino. Antineutrino's komen vrij bij bètaverval van een neutron. Er bestaan drie antineutrino's: het elektron-antineutrino, het muon-antineutrino en het tau-antineutrino. Antineutrino’s die vrijkomen door de natuurlijke radioactieve processen die zich in de Aarde afspelen worden geoneutrino's genoemd.
Antineutrino's hebben net als gewone neutrino's geen elektrische lading, maar worden ervan onderscheiden door hun tegengestelde chiraliteit (Engels: chirality).